# Як живий
Як живий — американський фантастичний трилер 2019 року. Режисер Джош Яновіч. Показано студією «Lionsgate». Прем'єра у світі відбулася 14 травня 2019 року; прем'єра в Україні — 9 грудня 2021-го.

## Про фільм
Приваблива молода пара купує приголомшливого, схожого на живу людину робота для невинної допомоги.
Але потім, як троє стануть ближче, їх сприйняття людства зміниться назавжди.

## Знімались
| Актор           | Роль         |
| --------------- | ------------ |
| Еддісон Тімлін  | Софі         |
| Джеймс Д'Арсі   | Джуліан      |
| Стівен Стрейт   | Генрі        |
| Дрю Ван Еккер   | Джеймс       |
| Марк Фаміглетті | Рональд Гітс |